# Данило Борисович
Данило Борисович (рос. Даниил Борисович; д/н — після 1418) — великий князь Нижньогородсько-Суздальський у 1409—1414 роках

## Життєпис
Старший син Бориса Костянтиновича, великого князя Нижньогородського. 1393 року після отримання Василем I Дмитровичем, великим князем Московським, ярлика на Нижньогородсько-Суздальське велике князівство, батька, самого Данило разом з усіма родичами було схоплено й відправлено до Суздаля. Але через деякий час він зміг разом з братом Іваном втекти до Сарая в Орді. 1409 року Едигей захопив Нижній Новгород, ярлик на який передав Данилові. Проте місто було пограбовано, утримати його стало важко.
У 1410 році Данило відправив свого боярина Семена Карамишева з «казанським царевичем» Таличою на Володимир, які захопили його і сплюндрували. У 1411 році отримав від нового хана Джелал ад-Діна ярлик на Нижньогородсько-Суздальське велике князівство. З ординським військом рушив на Нижній Новгород, де у січні 1412 року в запеклій битві на Лисковиці (Оленячій горі) завдав поразки московському війську. За цим зайняв Нижній Новгород.
Проте становище Даннила Борисовича було непевним. Бої з московитами тривали, а Суздаль захопити не вдалося. 1413 року за хабар Василь I Дмитрович повернув собі ярлик на Нижній Новгород у хана Керим-Берди, який перед тим повалив Джелал ад-Дін-хана. Проте у 1414 році Данило Борисович знову воював з московитами в Нижньогородському князівстві, але зрештою відступив за річку Суру.
1416 року не маючи підтримки разом з братом Іваном замирився з Василем I, визнавши того великим князем Нижньогородським. Але у 1418 році данило втік з Москви до Орди. Подальша доля невідома. 
Припускають, що міг були живим у 1442 році, коли казанський хан Улуг-Мухаммед захопив Нижній Новгород. Є коремі відомості, що останній видав ярлик Данилові на володіння містом й великим князівством. За однією з версій він міг були онуком Данила Борисовича — Данилом Івановичем, проте це непевно. Невдовзі за цим є згадка про плани Улуг-Мухаммеда перетворити Нижній Новгород на столицю свого ханства. Тому ймовірно Данило Борисович помер того ж 1442 року. Сам Улуг-Мухаммед помер 1445 року, не здійснивши свого плана.

## Родина
Дружина — Марія
Діти:
- Олександр (1400—1419)
- Іван